# Labansari
Labansari is een bestuurslaag in het regentschap Bekasi van de provincie West-Java, Indonesië. Labansari telt 5660 inwoners (volkstelling 2010).